# Necrópole de Alcaria
A Necrópole de Alcaria é um sítio arqueológico medieval no Município de Aljezur, no sul de Portugal.

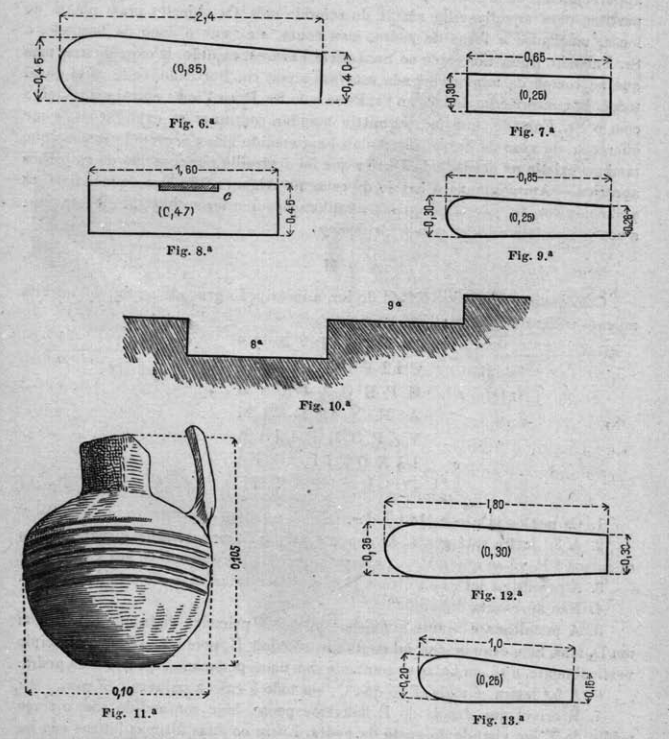
Desenho dos achados arqueológicos em Alcaria, publicado em 1904. Estão representados seis túmulos, um corte lateral para indicar a diferença de altitude entre duas sepulturas, e um pequeno jarro que foi encontrado no local.

## Descrição e história
O sítio arqueológico situa-se a cerca de quatro quilómetros de Aljezur, nas imediações da estrada entre aquela vila e Lagos. Localiza-se na encosta de uma colina junto à Ribeira de Alcaria. Neste local foram encontrados vestígios arqueológicos desde o século VIII ao XII, correspondendo ao período entre a Alta Idade Média e o domínio muçulmano.
A parte relativa à época alto-medieval corresponde a um conjunto de sepulturas de inumação escavadas em calcário, que ainda tinham as suas tampas, das quais seis foram descobertas intactas. O arqueólogo Bernardo de Sá esteve no local em Março de 1904, a ordens de José Leite de Vasconcellos, tendo registado a presença de várias sepulturas, que dividiu em duas categorias, a primeira correspondente aos sepulcros forrados com toscas lajes de xisto de espessura variável, nos lados, no topo e na cabeceira, e com tampas de forma rectangular, enquanto que a segunda categoria era relativa às sepulturas que não tinham lajes, mas tinham tampas de xisto, e cuja forma era semelhante à do corpo humano, estreitando-se na parte dos pés e com a cabeceira arredondada. Na altura, grande parte das sepulturas já tinham sido destruídas por trabalhos agrícolas. Nestes sepulcros foram descobertos vários recipientes em cerâmica, e um bracelete em bronze. Bernardo de Sá relatou igualmente a descoberta de um vasinho em barro, que identificou como uma infusa, a asa de um vaso, e os esqueletos de vários indivíduos.
A cerca de quarenta metros de distância foi identificado um grupo de quatro silos do período islâmico, que provavelmente estariam ligados a alguma povoação nas proximidades, e da qual restou apenas o nome do local, Alcaria, que no idioma muçulmano significa pequena aldeia. No interior dos silos foram descobertos vários fragmentos de vários utensílios em cerâmica, incluindo jarros e jarras, panelas, jarrinhas, púcaros, taças, alguidares, bules e garrafas. Estas peças apresentavam motivos decorativos, incluindo pintura em tons brancos, vermelhos e negros, incisões e vidrado. O espólio do sítio arqueológico foi depositado no Museu Municipal de Aljezur.